# 50 m nage libre aux championnats du monde de natation en bassin de 50 mètres
Pour un article plus général, voir Championnats du monde de natation.
Le 50 mètres nage libre fait partie des 22 épreuves (depuis l'introduction du relais mixte lors des mondiaux en 2015) inscrites au programme des championnats du monde de natation. L'épreuve est apparue lors de la cinquième édition en 1986, à Madrid. Il s'agit de l'épreuve la plus rapide de la natation sportive.
Depuis sa création, 11 nageurs et 12 nageuses ont été sacrés champions du monde sur cette épreuve. Actuellement, depuis les championnats du monde 2023 à Fukuoka, le 50 m nage libre a fait son apparition sur 16 éditions.
Avec trois médailles d'or remportées de 2017 à 2023, c'est la Suédoise Sarah Sjöström qui aura été le plus souvent titrée. Du côté des hommes, c'est César Cielo, de 2009 à 2013, qui aura été couronné le plus souvent avec 3 succès.
Les records des championnats du monde ont été établis par l'Américain Caeleb Dressel le 27 juillet 2019 lors des mondiaux de Gwangju et, chez les femmes, par la Suédoise Sarah Sjöström le 29 juillet 2017 lors des mondiaux de Budapest.

## Hommes

### Historique

#### De 1986 à 2001

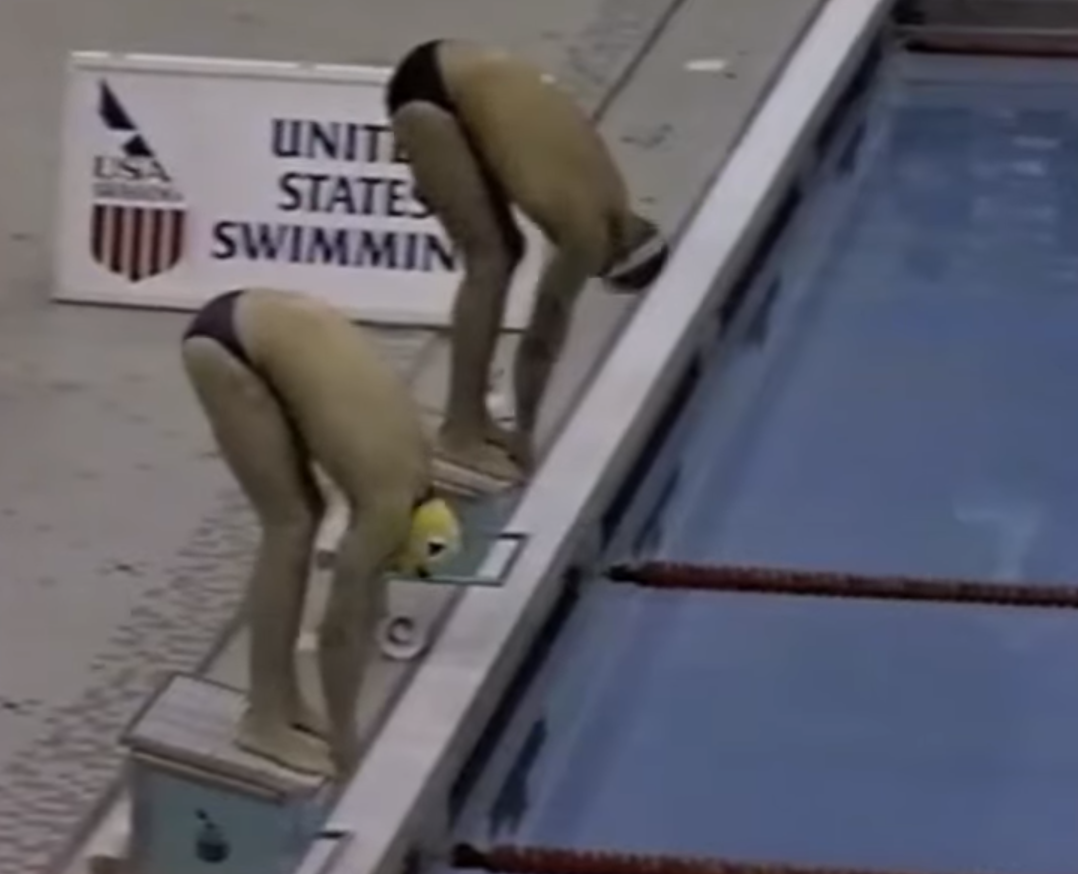
Tom Jager et Matt Biondi auront marqués par leur rivalité les prémices du 50 m nage libre aux championnats du monde.

L'Américain Tom Jager sera le premier nageur à remporter la médaille d'or sur la distance lors des championnats du monde de 1986 à Madrid. Il s'imposera devant le Suisse Dano Halsall et son compatriote et rival Matt Biondi qui l'avait battu trois jours auparavant sur le 100 m nage libre. Le Suisse Stefan Volery, le seul à avoir fait un meilleur temps que Biondi lors des séries finira 5e de la finale.
Lors des championnats du monde de 1991 à Perth, c'est Matt Biondi qui finira premier des séries avec un nouveau record des championnats du monde . Il devancera son rival, Tom Jager, de 14 centièmes et le vice-champion du monde en titre, le Suisse Dano Halsall. Lors de la finale, Jager prendra le dessus et s'imposera pour la deuxième fois consécutive en signant un nouveau record des championnats. Biondi finira quant à lui 2e et le Soviétique Gennadiy Prigoda prendra la 3e place.
Trois jours avant l'épreuve lors des mondiaux de 1994 à Rome, Alexander Popov venait de remporter le 100m nage libre en s'imposant devant l'Américain Gary Hall Jr.. Dans la finale du 50 m nage libre, les deux nageurs se retrouvent. Une nouvelle fois, Popov l'emporte avec un temps de 22 s 17, à 1 centième du record des championnats réalisé lors de l'édition précédente par Tom Jager. Hall Jr. se classera second avec un temps de 22 s 44. Le lituanien Raimundas Mazuolis viendra compléter le podium avec un temps de 22 s 52.
De nouveau, le record des championnats détenu par Jager pourra persister car aucun nageur ne le battra lors des championnats du monde de 1998 à Perth. Lors des séries, le meilleur temps reviendra à l'Australien Michael Klim qui finira 3e égalité avec le Portoricain Ricardo Busquets lors de la finale . Lors de cette édition, le Russe Alexander Popov, alors vainqueur plus tôt dans la journée du 100 m nage libre, ne parviendra pas à conserver son titre sur le 50 m et sera battu en final par l'Américain Bill Pilczuk.
Les championnats du monde 2001 à Fukuoka correspondent à la première saison durant laquelle Aleksandr Popov ne remportera aucune médaille. Le Russe ne participera pas à l'épreuve cette année-là. C'est l'Américain Anthony Ervin qui décrochera le titre lors de cette édition. Bien qu'ayant finit 6e des séries, Ervin battra, 10 ans après, le record des championnats de Jager lors de sa demi-finale avec un temps de 22 s 05. Lors de la finale, il décrochera le titre avec un temps de 22 s 09, soit 7 centièmes devant le Néerlandais Pieter van den Hoogenband et 9 centièmes devant le Sud-Africain Roland Schoeman et le Japonais Tomohiro Yamanoi. Quatre jours plus tard, Ervin remportera aussi le 100 m nage libre.

#### De 2003 à 2011

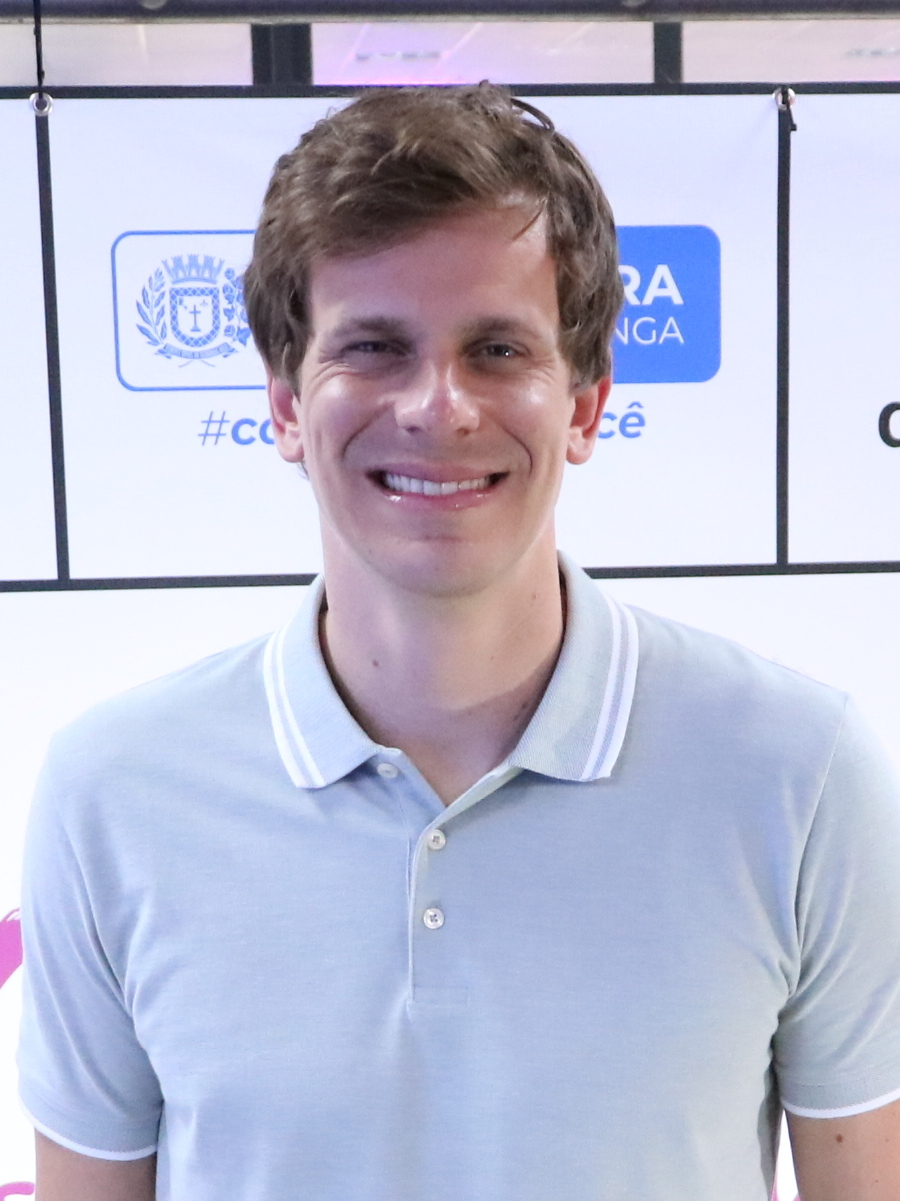
Triple vainqueur du 50 m nage libre aux championnats du monde, César Cielo détient le record du monde sur la distance depuis le 18 décembre 2009.

Le Russe Alexander Popov ayant repris la compétition depuis 2002, sera cette fois-ci présent sur l'épreuve lors des championnats du monde 2003 à Barcelone. Il en profitera pour battre le record des championnats lors des séries avec un temps de 21 s 98. Lors des demi-finale, il reproduira pratiquement la même course en faisant 21 s 99. Enfin, en final, Popov retrouvera le Néerlandais Pieter van den Hoogenband champion d'Europe sur 100 m et 200 m nage libre en 2002. Le Russe battra de nouveau son propre record des championnats en remportant la finale sur le temps de 21 s 92. Van den Hoogenband quant à lui finira 3e derrière le Britannique Mark Foster.
Après avoir fini 3e égalité avec le Japonais Tomohiro Yamanoi en 2001, Roland Schoeman remportera le titre lors des championnats du monde 2005. En plus de son titre, le Sud-Africain dérochera le nouveau record des championnats lors de la finale avec un temps de 21 s 69. Il devancera le croate Duje Draganja (21 s 89) ainsi que le Polonais Bartosz Kizierowski (21 s 94).
Lors des championnats du monde 2007, l'Américain Benjamin Wildman-Tobriner décrochera sa seule et unique médaille individuelle dans les grandes compétitions de sa carrière. Etant l'avant-dernier qualifié lors des demi-finales, il remportera la médaille d'or avec un temps de 21 s 88. Il devancera son compatriote Cullen Jones (21 s 94) ainsi que le Suédois Stefan Nystrand (21 s 97).
Venant de battre le record des championnats en demi-finale et le record du monde en finale du 100 m nage libre des championnats du monde 2009, le Brésilien César Cielo frappe un grand coup sur le sprint de cette édition. Lors du 50 m nage libre, il battra le record des championnats en série avec un temps de 21 s 37 puis l'améliorera en finale en faisant un temps de 51 s 08. Les Français Frédérick Bousquet et Amaury Leveaux viendront compléter le podium. Le médaillé d'argent des derniers mondiaux, Cullen Jones, finira 4e. De nombreux records du monde tomberont cette année-là avec, notamment, l'utilisation des combinaisons en polyuréthane permettant de meilleures performances.
En 2011 à Shanghai, César Cielo conservera son titre, la première fois depuis Tom Jager en 1991. Il s'imposera devant l'Italien Luca Dotto et le Français Alain Bernard. Le Français Frédérick Bousquet, second de l'édition précédente et vainqueur du 50 m lors des championnats d'Europe 2010, est éliminé lors des séries.

#### De 2013 à 2022

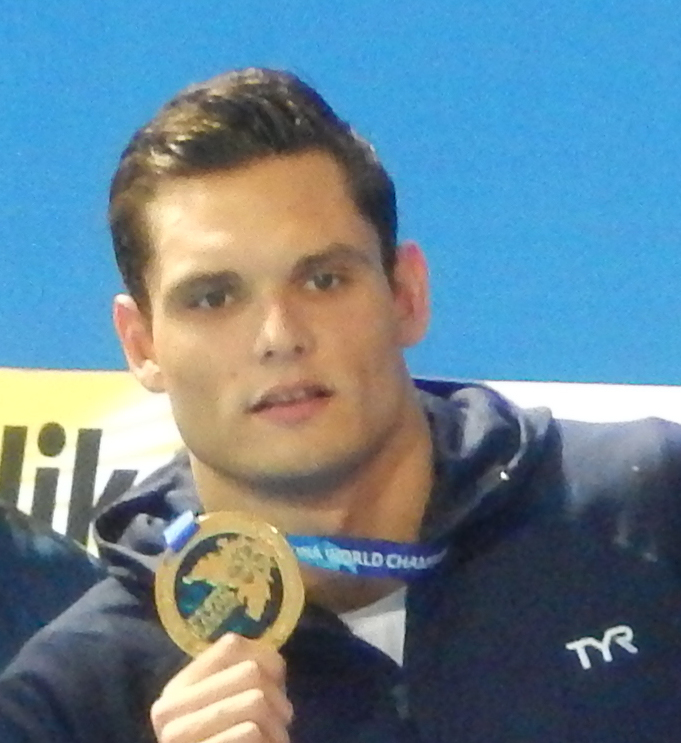
Le Français Florent Manaudou réussira le doublé jeux olympiques / championnats du monde sur la distance.

Les mondiaux 2013 à Barcelone sont marqués par la 3e victoire consécutive du Brésilien César Cielo sur la distance. Il battra notamment le Russe Vladimir Morozov et le trinidadien George Bovell qui complètera le podium. Le Français Florent Manaudou finira premier des séries et de la demi-finale mais se classera 5e de la finale, juste derrière l'Américain Nathan Adrian.
Lors des mondiaux 2015 à Kazan, le Français Florent Manaudou, alors vainqueur du 50 m nage libre aux Jeux olympiques de 2012 et champion d'Europe depuis un an sur la distance, remporte le titre. L'Américain Nathan Adrian sera second et le Brésilien Bruno Fratus troisième. César Cielo, alors triple tenant du titre, ne disputera pas l'épreuve en raison d'une blessure à l'épaule.
À Budapest, lors des mondiaux 2017, l'Américain Caeleb Dressel remporte le titre. Il devancera le Brésilien Bruno Fratus et le Britannique Benjamin Proud. Le Brésilien César Cielo, étant parvenu à se hisser jusqu'en finale, se classera dernier de celle-ci.
Aux mondiaux 2019, l'Américain Caeleb Dressel renouvellera l'exploit et conservera son titre en battant, en finale, le record des championnats avec un temps de 21 s 04. Dressel deviendra le 4e homme à remporter au moins 2 fois le titre de champion du monde sur cette distance et le 3e à le faire consécutivement. Il se classera devant deux nageurs à égalité, le Brésilien Bruno Fratus, deuxième place consécutive et troisième podium d'affilée, et le Grec Kristian Gkolomeev.
Après avoir fini troisième lors des championnats du monde 2017 à Budapest, c'est de nouveau à Budapest, lors des championnats du monde 2022 que le Britannique Benjamin Proud s'imposera pour la première fois. Le podium sera complété par l'Américain Michael Andrew et le Français Maxime Grousset. Le double tenant du titre, Caeleb Dressel, alors victorieux lors du 4 x 100 m nage libre et du 50 m papillon, quittera les championnats pour cause de problèmes de santé mentale. Il était alors le grand favori sur les épreuves du 50 m et du 100 m nage libre.

#### À partir de 2023
Les derniers championnats du monde ont été remportés par l'Australien Cameron McEvoy. Il s'imposera devant l'Américain Jack Alexy et le tenant du titre et champion d'Europe 2022, le Britannique Benjamin Proud.

### Palmarès
Légende :

RM : record du monde   -   RMj : record du monde junior   -   RAf : record d'Afrique    -   RAm : record d'Amérique   -   RAs : record d'Asie   -   RE : record d'Europe   -   RO : record d'Océanie   -   RC : record des championnats   -   RN : record national
| Édition        | Or                                | Argent                                  | Bronze                                   |
| -------------- | --------------------------------- | --------------------------------------- | ---------------------------------------- |
| Madrid 1986    | Tom Jager 22 s 49                 | Dano Halsall 22 s 80                    | Matt Biondi 22 s 85                      |
| Perth 1991     | Tom Jager 22 s 16                 | Matt Biondi 22 s 26                     | Gennadiy Prigoda 22 s 62                 |
| Rome 1994      | Alexander Popov 22 s 17           | Gary Hall Jr. 22 s 44                   | Majolis Raimundas 22 s 52                |
| Perth 1998     | Bill Pilczuk 22 s 29              | Alexander Popov 22 s 43                 | Ricardo Busquets Michael Klim 22 s 47    |
| Fukuoka 2001   | Anthony Ervin 22 s 09             | Pieter van den Hoogenband 22 s 16       | Roland Schoeman Tomohiro Yamanoi 22 s 18 |
| Barcelone 2003 | Alexander Popov 21 s 92           | Mark Foster 22 s 20                     | Pieter van den Hoogenband 22 s 29        |
| Montréal 2005  | Roland Schoeman 21 s 69 – RC      | Duje Draganja 21 s 94                   | Bartosz Kizierowski 22 s 02              |
| Melbourne 2007 | Benjamin Wildman-Tobriner 21 s 88 | Cullen Jones 21 s 94                    | Stefan Nystrand 21 s 97                  |
| Rome 2009      | César Cielo 21 s 08 – RC          | Frédérick Bousquet 21 s 21              | Amaury Leveaux 21 s 25                   |
| Shanghai 2011  | César Cielo 21 s 52               | Luca Dotto 21 s 90                      | Alain Bernard 21 s 92                    |
| Barcelone 2013 | César Cielo 21 s 32               | Vladimir Morozov 21 s 47                | George Bovell 21 s 51                    |
| Kazan 2015     | Florent Manaudou 21 s 19          | Nathan Adrian 21 s 52                   | Bruno Fratus 21 s 55                     |
| Budapest 2017  | Caeleb Dressel 23 s 15 (RN)       | Bruno Fratus 23 s 27                    | Benjamin Proud 23 s 43                   |
| Gwangju 2019   | Caeleb Dressel 21 s 04            | Bruno Fratus Kristian Gkolomeev 21 s 45 | —                                        |
| Budapest 2022  | Benjamin Proud 21 s 32            | Michael Andrew 21 s 41                  | Maxime Grousset 21 s 57                  |
| Fukuoka 2023   | Cameron McEvoy 21 s 06 (RO)       | Jack Alexy 21 s 57                      | Benjamin Proud 21 s 58                   |
| Doha 2024      | Vladyslav Bukhov 21 s 44          | Cameron McEvoy 21 s 45                  | Benjamin Proud 21 s 53                   |
| Singapour 2025 | Cameron McEvoy 21 s 14            | Benjamin Proud 21 s 26                  | Jack Alexy 21 s 46                       |

### Multiples médaillés
| Rang | Athlète                   | Nation         | Éditions  | Or | Argent | Bronze | Total |
| ---- | ------------------------- | -------------- | --------- | -- | ------ | ------ | ----- |
| 1    | César Cielo               | Brésil         | 2009-2013 | 3  | 0      | 0      | 3     |
| 2    | Alexander Popov           | Russie         | 1994-2003 | 2  | 1      | 0      | 3     |
| 3    | Tom Jager                 | États-Unis     | 1986-1991 | 2  | 0      | 0      | 2     |
| 3=   | Caeleb Dressel            | États-Unis     | 2017-2019 | 2  | 0      | 0      | 2     |
| 5    | Roland Schoeman           | Afrique du Sud | 2001-2005 | 1  | 0      | 1      | 2     |
| 6    | Bruno Fratus              | Brésil         | 2015-2019 | 0  | 2      | 1      | 3     |
| 7    | Matt Biondi               | États-Unis     | 1986-1991 | 0  | 1      | 1      | 2     |
| 7=   | Pieter van den Hoogenband | Pays-Bas       | 2001-2003 | 0  | 1      | 1      | 2     |

### Records des championnats
| Temps   | Nageur          | Lieu      | Date             | Record |
| ------- | --------------- | --------- | ---------------- | ------ |
| 22 s 62 | Stefan Volery   | Madrid    | 22 août 1986     |        |
| 22 s 49 | Tom Jager       | Madrid    | 22 août 1986     |        |
| 22 s 42 | Matt Biondi     | Perth     | 12 janvier 1991  |        |
| 22 s 16 | Tom Jager       | Perth     | 12 janvier 1991  |        |
| 22 s 05 | Anthony Ervin   | Perth     | 23 juillet 2001  |        |
| 21 s 98 | Alexander Popov | Barcelone | 25 juillet 2003  |        |
| 21 s 92 | Alexander Popov | Barcelone | 26 juillet 2003  |        |
| 21 s 69 | Roland Schoeman | Montreal  | 30 juillet 2005  |        |
| 21 s 37 | César Cielo     | Rome      | 31 juillet 2009  |        |
| 21 s 08 | César Cielo     | Rome      | 1er août 2009    |        |
| 21 s 04 | Caeleb Dressel  | Budapest  | 16 novembre 2020 |        |

## Femmes

### Historique

#### De 1986 à 2001

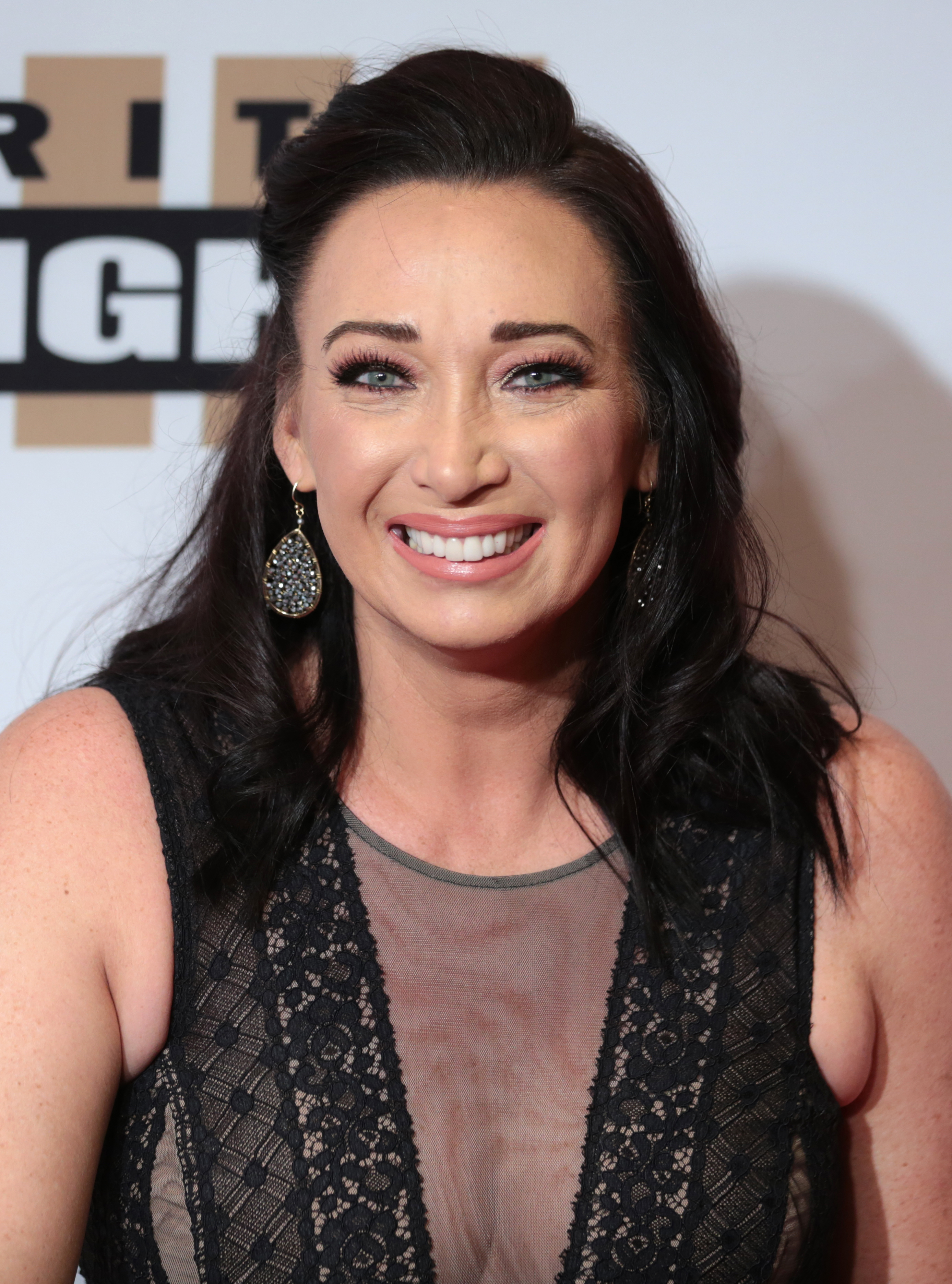
L'Américaine Amy Van Dyken a eu 2 médailles sur l'épreuve.

C'est la roumaine Tamara Costache qui sera la première à se voir couronné lors de l'épreuve en 1986 à Madrid. Elle en profitera, avant ça, pour obtenir à deux reprises le record des championnats, une fois en série et une fois en finale. Lors de la finale, Costache battra son propre record du monde de l'épreuve avec un temps de 25 s 28. Elle s'imposera devant l'Est-Allemande Kristin Otto (25 s 50) qui, six jours auparavant, avait été titrée sur le 100 m nage libre. C'est la suissesse Marie-Thérèse Armentero (25 s 93) qui viendra compléter le premier podium de cette épreuve en championnats du monde.
A Perth, lors des championnats du monde 1991, c'est la Chinoise Yong Zhuang qui s'imposera avec un temps de 25 s 47. Elle devancera la Française Catherine Plewinski (25 s 50), qui avait fait le meilleur temps lors des séries, et Leigh Fetter, à égalité. Pour cause d'égalité, il n'y aura pas de médaille de bronze cette année là. La tenante du titre, Tamara Costache sera éliminée lors des séries en finissant 23e avec un temps de 27 s 16.
Après avoir battu 3 records du monde dont 1 en individuel (100m nage libre, 4x100m nage libre et 4x100 4 nages), la Chinoise Le Jingyi ne s'arrêtera pas là lors des 1994 à Rome. Elle s'imposera dans l'épreuve du 50 m nage libre (24 s 51) en battant le record du monde détenu par sa compatriote Wenji Yang. La Russe Natalya Meshcheryakova (25 s 10) finira deuxième et l'Américaine Amy Van Dyken prendra la troisième place.
Quatre ans après le titre de Jingyi et après avoir obtenu la médaille de bronze, l'Américaine Amy Van Dyken décrochera le titre lors des mondiaux de 1998 à Perth. Elle devancera la triple tenante du titre des championnats d'Europe de natation sur la distance, Sandra Völker. La troisième place reviendra à la Chinoise Shan Ying.
Après avoir échoué en finale lors des précédents mondiaux, la Suédoise Therese Alshammar, alors double tenante du titre lors des championnats d'Europe de natation, réussira à monter sur la deuxième marche du podium lors des championnats du monde de 2001 à Fukuoka. La première place reviendra à la Néerlandaise Inge de Bruijn qui réalisera cette année là le doublé championnats du monde / championnats d'Europe. La troisième place du podium reviendra à la vice-championne du monde en titre, l'Allemande Sandra Völker.

#### De 2003 à 2011

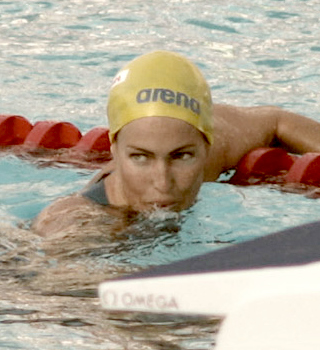
La Suédoise Therese Alshammar aura participée à 6 finales de 1998 à 2011.

La Néerlandaise Inge de Bruijn sera la première femme a remporter au moins deux fois l'épreuve lors des championnats du monde. Lors des 2003, elle réussira à conserver son titre face à deux Australiennes, Alice Mills et Libby Lenton.
Deux ans plus tard, à Montreal lors des championnats du monde 2005, Libby Lenton remportera le premier de ses deux titres sur la distance. Elle s'imposera avec un temps de 24 s 59 devant la Néerlandaise Marleen Veldhuis (24 s 83) et la Chinoise Zhu Yingwen (24 s 91). Les anciennes vice-championnes du monde Therese Alshammar et Alice Mills finiront 4e et 5e.
Tout comme la Néerlandaise Inge de Bruijn avant elle, Libby Lenton réussira à conserver son titre lors des championnats du monde 2007 à Melbourne, dans son pays. Elle réussira cette exploit après avoir été 5e des séries et 3e des demi-finales. En finale, elle se classera devant la Suédoise Therese Alshammar et la vice-championne du monde en titre Marleen Veldhuis.
Lors des championnats du monde 2009 à Rome, c'est l'Allemande Britta Steffen qui s'imposera sur l'épreuve, après avoir battu à deux reprises le record du monde du 100m nage libre. Cette année là, le record des championnats sera battu lors des séries par l'Australienne Cate Campbell avec un temps de 24 s 24. Lors des demi-finales, l'Australienne va améliorer son propre record des championnats avec un temps de 24 s 08. Durant la finale, Campbell finira 3e à égalité avec la Néerlandaise Marleen Veldhuis qui enchaînera sa deuxième médaille de bronze consécutive sur l'épreuve. Les deux nageuses auront fait un temps de 23 s 99. De même, la vice-championne du monde Therese Alshammar se verra une nouvelle fois classée 2e. L'Allemande Steffen battra son deuxième record du monde durant ces championnats lors de la finale avec un temps de 23 s 73. De nombreux records du monde tomberont cette année là avec, notamment, l'utilisation des combinaisons en polyuréthane permettant de meilleures performances.
Après avoir fait le meilleur temps des séries et après avoir échoué lors de ses cinq précédentes finales, la Suédoise Therese Alshammar, alors championne d'Europe en titre, remporte son 1er titre sur l'épreuve lors des championnats du monde 2011. Elle remportera son titre devant les Néerlandaises Ranomi Kromowidjojo et Marleen Veldhuis, qui obtiendra sa troisième médaille de bronze consécutive.

#### De 2013 à 2022

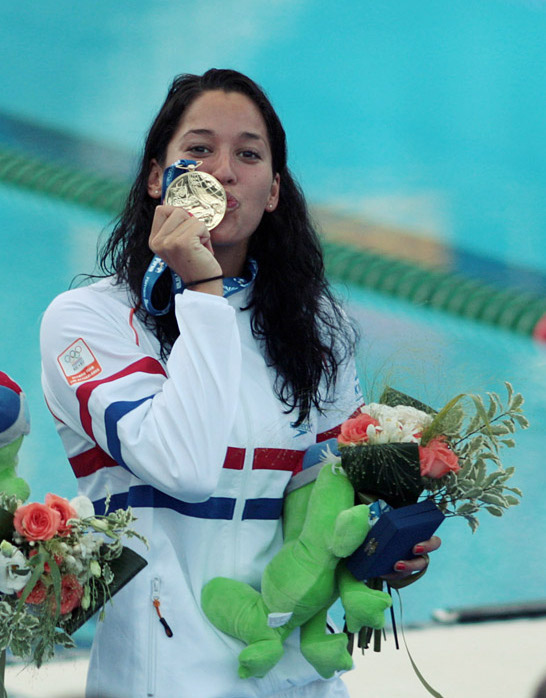
La Néerlandaise Ranomi Kromowidjojo a obtenu 1 médaille d'or et 3 médailles de bronze sur la distance.

C'est la vice-championne du monde en titre, Ranomi Kromowidjojo qui remportera, lors des championnats du monde 2013, le titre sur l'épreuve. Elle s'imposera devant l'ancienne détentrice du record des championnats durant une journée, l'Australienne Cate Campbell. La Britannique Francesca Halsall prendra la 3e place. La Suédoise Sarah Sjöström, future triple championne du monde et future détentrice du record du monde, finira 3e lors de cette édition.
Lors des championnats du monde 2015, l'Australienne Cate Campbell réalisera le meilleur temps lors des séries et des demi-finales. Cependant, lors de la finale, c'est sa sœur cadette, Bronte Campbell qui remportera le titre. Elle s'imposera devant la championne du monde en titre, la Néerlandaise Ranomi Kromowidjojo et la Suédoise Sarah Sjöström. Cate Campbell finira quant à elle au pied du podium à la 4e place.
En 2017 à Budapest, la Suédoise Sarah Sjöström, alors vice-championne d'Europe des championnats d'Europe 2014, s'imposera pour la première fois. Déjà vainqueur du 50m et 100m papillon, Sjöström décrochera le record du monde lors des demi-finales avec un temps de 23 s 67. En finale, elle se placera devant la championne du monde de 2013 et championne d'Europe en titre, la Néerlandaise Ranomi Kromowidjojo. L'Américaine Simone Manuel, alors 8e de la dernière finale, viendra compléter le podium.
Sarah Sjöström échouera en finale pour conserver son titre lors des championnats du monde 2019, bien qu'ayant réalisé le meilleur temps lors des séries et des demi-finales. Elle se classera 2e derrière l'Américaine Simone Manuel, 3e des derniers championnats du monde. L'Australienne Cate Campbell viendra compléter le podium.

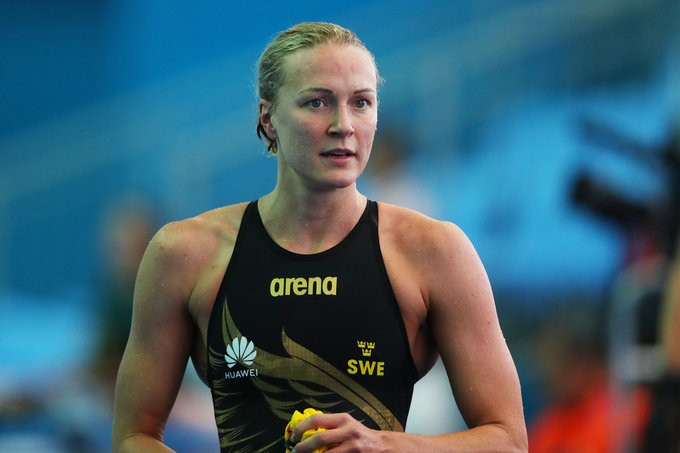
Sarah Sjöström actuelle détentrice du record du monde et des championnats, a remporté 3 fois le titre.

Lors de ces championnats, Sjöström repartira avec une seule médaille d'or sur le 50m papillon. Une première pour la nageuse depuis les championnats du monde 2013.
Après avoir une nouvelle fois, depuis les championnats du monde 2015, remportée le 50m papillon, la Suédoise Sarah Sjöström viendra remporter le titre sur 50 m nage libre lors des championnats du monde 2022. Avec cette performance, Sjöström deviendra la 3e femme à être titrée au moins 2 fois sur l'épreuve. Seule la Néerlandaise Inge de Bruijn et Libby Lenton l'avait fait avant elle. La nageuse viendra s'imposer avec un temps de 23 s 98 devant la Polonaise Katarzyna Wasick (24 s 18) et, à égalité, l'Australienne Meg Harris et l'Américaine Erika Brown (24 s 38).

#### A partir de 2023
Une nouvelle fois, lors des championnats du monde 2023, la Suédoise décrochera le titre et deviendra ainsi la première femme à remporter 3 fois cette épreuve. Après avoir remportée le 50m papillon, la nageuse remportera les deux épreuves dans lesquelles elle s'était inscrite. Lors du 50m nage libre, elle dominera les séries et les demi-finales dont elle se sortira en améliorant son propre record du monde de 6 centièmes (23 s 61). En finale, elle manquera de 1 centième de l'égaliser (23 s 62). Elle se classera 1re devant l'Australienne Shayna Jack (24 s 10) et la Chinoise Zhang Yufei (24 s 15).

### Palmarès
Légende :

RM : record du monde   -   RMj : record du monde junior   -   RAf : record d'Afrique    -   RAm : record d'Amérique   -   RAs : record d'Asie   -   RE : record d'Europe   -   RO : record d'Océanie   -   RC : record des championnats   -   RN : record national
| Édition        | Or                                | Argent                                   | Bronze                                 |
| -------------- | --------------------------------- | ---------------------------------------- | -------------------------------------- |
| Madrid 1986    | Tamara Costache 25 s 28 – RM – RC | Kristin Otto 25 s 50                     | Marie-Thérèse Armentero 25 s 93        |
| Perth 1991     | Zhuang Yong 25 s 47               | Leigh Fetter Catherine Plewinski 25 s 50 | —                                      |
| Rome 1994      | Le Jingyi 24 s 51 – RM – RC       | Natalya Meshcheryakova 25 s 10           | Amy Van Dyken 25 s 18                  |
| Perth 1998     | Amy Van Dyken 25 s 15             | Sandra Völker 25 s 32                    | Shan Ying 25 s 36                      |
| Fukuoka 2001   | Inge de Bruijn 24 s 47            | Therese Alshammar 24 s 88                | Sandra Völker 24 s 96                  |
| Barcelone 2003 | Inge de Bruijn 24 s 47            | Alice Mills 25 s 07                      | Libby Lenton 25 s 08                   |
| Montréal 2005  | Libby Lenton 24 s 59              | Marleen Veldhuis 24 s 83                 | Zhu Yingwen 24 s 91                    |
| Melbourne 2007 | Libby Lenton 24 s 53              | Therese Alshammar 24 s 62                | Marleen Veldhuis 24 s 70               |
| Rome 2009      | Britta Steffen 23 s 73 – RM – RC  | Therese Alshammar 23 s 88                | Cate Campbell Marleen Veldhuis 23 s 99 |
| Shanghai 2011  | Therese Alshammar 24 s 14         | Ranomi Kromowidjojo 24 s 27              | Marleen Veldhuis 24 s 49               |
| Barcelone 2013 | Ranomi Kromowidjojo 24 s 05       | Cate Campbell 24 s 14                    | Francesca Halsall 24 s 30              |
| Kazan 2015     | Bronte Campbell 24 s 12           | Ranomi Kromowidjojo 24 s 22              | Sarah Sjöström 24 s 31                 |
| Budapest 2017  | Sarah Sjöström 23 s 69            | Ranomi Kromowidjojo 23 s 85 (RN)         | Simone Manuel 23 s 97 (RAm)            |
| Gwangju 2019   | Simone Manuel 24 s 05             | Sarah Sjöström 24 s 07                   | Cate Campbell 24 s 11                  |
| Budapest 2022  | Sarah Sjöström 23 s 98            | Katarzyna Wasick 24 s 18                 | Meg Harris Erika Brown 24 s 38         |
| Fukuoka 2023   | Sarah Sjöström 23 s 62            | Shayna Jack 24 s 10                      | Zhang Yufei 24 s 14                    |

### Multiples médaillées
| Rang | Athlète             | Nation     | Éditions  | Or | Argent | Bronze | Total |
| ---- | ------------------- | ---------- | --------- | -- | ------ | ------ | ----- |
| 1    | Sarah Sjöström      | Suède      | 2015-2023 | 3  | 1      | 1      | 5     |
| 2    | Libby Lenton        | Australie  | 2003-2007 | 2  | 0      | 1      | 3     |
| 3    | Inge de Bruijn      | Pays-Bas   | 2001-2003 | 2  | 0      | 0      | 2     |
| 4    | Therese Alshammar   | Suède      | 2001-2011 | 1  | 3      | 0      | 4     |
| 4=   | Ranomi Kromowidjojo | Pays-Bas   | 2011-2017 | 1  | 3      | 0      | 4     |
| 6    | Amy Van Dyken       | États-Unis | 1994-1998 | 1  | 0      | 1      | 2     |
| 6=   | Simone Manuel       | États-Unis | 1998-2001 | 1  | 0      | 1      | 2     |
| 8    | Marleen Veldhuis    | Pays-Bas   | 2005-2011 | 0  | 1      | 3      | 4     |
| 9    | Cate Campbell       | Australie  | 2009-2019 | 0  | 1      | 2      | 3     |
| 10   | Sandra Völker       | Allemagne  | 1998-2001 | 0  | 1      | 1      | 2     |

### Records des championnats
| Temps   | Nageur          | Lieu     | Date              | Record |
| ------- | --------------- | -------- | ----------------- | ------ |
| 25 s 74 | Tamara Costache | Madrid   | 23 août 1986      |        |
| 25 s 28 | Tamara Costache | Madrid   | 23 août 1986      | WR     |
| 24 s 51 | Le Jingyi       | Rome     | 11 septembre 1994 | WR     |
| 24 s 24 | Cate Campbell   | Rome     | 1er août 2009     |        |
| 24 s 08 | Cate Campbell   | Rome     | 1er août 2009     |        |
| 23 s 73 | Britta Steffen  | Rome     | 2 août 2009       |        |
| 23 s 67 | Sarah Sjöström  | Budapest | 29 juillet 2017   | WR     |
| 23 s 61 | Sarah Sjöström  | Fukuoka  | 29 juillet 2023   | WR     |